# 元明均
元 明均（ウォン・ミョンギュン、朝鮮語: 원명균、1934年 - ）は、朝鮮民主主義人民共和国の軍人、政治家。朝鮮人民軍戦車教導指導局長、朝鮮人民軍総政治局副局長、朝鮮労働党中央委員会委員候補などを歴任した。朝鮮人民軍における軍事称号（階級）は上将。朝鮮労働党中央委員会第一書記を務める趙甬元は義理の息子。

## 経歴
1934年に日本統治下の咸鏡北道で生まれた。ソ連に留学し、1980年10月10日に開かれた朝鮮労働党第6回大会で朝鮮労働党中央委員会委員候補に選出された。この時の軍職は不明である。1989年3月に朝鮮人民軍少将に昇進し、同年12月に朝鮮人民軍総政治局副局長に任命された。同月に総政治局代表団長として中華人民共和国を訪問した。1991年に中将、1992年に上将に昇進した。
1994年7月8日に金日成主席が死去し国家葬儀委員会が組織されると、同委員会委員に選ばれた。1995年2月25日に死去した呉振宇次帥の葬儀委員も務めた。1998年10月に朝鮮人民軍戦車教導指導局長に転じたが、以後の消息は不明。